# Fehértorkú rigótimália
A fehértorkú rigótimália (Turdoides gularis) a madarak osztályának verébalakúak (Passeriformes) rendjébe és a Leiothrichidae családjába tartozó faj.
Magyar név forrással, nincs megerősítve.

## Rendszerezése
A fajt Edward Blyth angol zoológus írta le 1855-ben, a Chatarrhaea nembe Chatarrhaea gularis néven, egyes szervezetek a Psittiparus nembe sorolják Psittiparus gularis néven. 

## Előfordulása
Délkelet-Ázsiában, Mianmar területén honos. Természetes élőhelyei a szubtrópusi vagy trópusi száraz cserjések, valamint szántóföldek. Állandó, nem vonuló faj.

## Megjelenése
Testhossza 25–27 centiméter.

## Életmódja
Rovarokkal táplálkozik.